# Lorenzo Falco
Lorenzo Falco (Savona, 1º novembre 1898 – Savona, 11 gennaio 1988) è stato un calciatore italiano, di ruolo portiere.

## Carriera
Dopo avere militato nel Savona nelle stagioni fino al 1922-1923, ultimi campionati disputati dai liguri nella massima serie, Falco si trasferì al Torino, difendendo la porta dei granata in quattro incontri del campionato successivo, prima del rientro del titolare.
In seguito tornò al Savona.